# José Mora y del Rio
José Mora y del Rio (ur. 24 lutego 1854 w Pajacuarán, zm. 22 kwietnia 1928 w San Antonio) – meksykański duchowny rzymskokatolicki, biskup Tehuantepec, Tulancingo i León oraz arcybiskup meksykański.

## Biografia

### Życie do 1908
Studiował w seminarium w Zamorze, a następnie na Papieskim Kolegium Latynoamerykańskim Pío Latino w Rzymie. W Wiecznym Mieście uzyskał doktoraty z teologii i prawa kanonicznego. 22 grudnia 1879 w Meksyku otrzymał święcenia prezbiteriatu.
19 stycznia 1893 papież Leon XIII mianował go biskupem Tehuantepec. 19 marca 1893 w archikatedrze w Oaxaca przyjął sakrę biskupią z rąk arcybiskupa Antequery Eulogio Gregorio Clemente Gillowa y Zavalzy.
23 listopada 1901 został biskupem Tulancingo. 15 września 1907 papież Pius X przeniósł go na biskupstwo León. Ingres odbył 19 listopada 1907. 2 grudnia 1908 ten sam papież prekonizował go arcybiskupem meksykańskim. Jego ingres do meksykańskiej katedry miał miejsce 12 lutego 1909.

### Arcybiskup meksykański
Na jego pontyfikat przypadło nasilenie antyklerykalnych działań rządu federalnego i uchwalanie w 1917 antyklerykalnej konstytucji Meksyku, przeciwko której jako głowa meksykańskiego Kościoła protestował. Miały wówczas miejsce zamachy przeprowadzane przez lewicowe bojówki. Na terytorium archidiecezji meksykańskiej bomby eksplodowały m.in. w bazylice w Guadalupe oraz w pałacu arcybiskupim (abp Mora y del Rio nie ucierpiał jednak w tym zamachu).
W 1921 poparł budowę Statui Chrystusa Króla w Cubilete, stwierdzając że pomnik intronizuje Najświętsze Serce Jezusa w całej Republice. W październiku 1924 w stolicy Meksyku był gospodarzem kongresu eucharystycznego, podczas którego biskupi poświęcili miasto Najświętszemu Sercu Jezusa. Organizacja kongresu została uznana przez prezydenta Álvaro Obregóna za złamanie konstytucji. Abp Mora y del Rio ponownie został oskarżony o działania sprzeczne z konstytucją 7 lutego 1925. W tym okresie m.in. w archidiecezji meksykańskiej miały również miejsce przejęcia kościołów przez państwo i odrzucający zwierzchność papieża Meksykański Apostolski Kościół Katolicki.
4 lutego 1926 gazeta El Universal opublikowała oświadczenie abpa Mora y del Rio, w którym protestował on przeciwko antykościelnym artykułom konstytucji i działaniom władz wymierzonych w Kościół. Następnego dnia abp Mora y del Rio został aresztowany z polecenia prezydenta Plutarco Elíasa Callesa. W ramach represji zamknięto część świątyń oraz wydalano z Meksyku zagranicznych duchownych na czele z delegatem apostolskim abp George Josephem Caruaną. Później nastąpiło zwiększenie represji poprzez zamknięcie szkół prowadzonych przez Kościół, obowiązek rejestracji kapłanów w celu uzyskania licencji na sprawowanie kultu oraz ograniczenie ich liczby do jednego księdza na 6000 mieszkańców. W odpowiedzi episkopat zagroził ekskomuniką osobom biorącym udział w prześladowaniach, a świecka Krajowa Liga Obrony Wolności Religijnej wezwała do bojkotu produktów oferowanych przez rząd. 25 lipca 1926 episkopat za zgodą papieża Piusa XI zawiesił sprawowanie kultu we wszystkich kościołach w Meksyku oraz oficjalnie poparł bojkot zaproponowany przez Krajową Ligę Obrony Wolności Religijnej. 7 września 1926 abp Mora y del Rio jako przewodniczący Komitetu Episkopatu przedstawił Izbie Deputowanych petycję podpisaną przez dwa miliony osób z prosbą o reformę konstytucji. Izba przewagą 21 głosów ją jednak odrzuciła.
W wyniku braku porozumienia na początku 1927 nasiliło się trwające od 1926 powstanie Cristero, wobec którego episkopat zajął dwuznaczną pozycję. 21 kwietnia 1927 władze federalne wygnały z kraju abpa Mora y del Rio wraz z innymi biskupami i duchownymi. 22 kwietnia 1928 abp Mora y del Rio zmarł na wygnaniu w teksańskim San Antonio.